# Metalloleptura curticornis
Metalloleptura curticornis är en skalbaggsart som beskrevs av Holzschuh 1991. Metalloleptura curticornis ingår i släktet Metalloleptura och familjen långhorningar. Inga underarter finns listade i Catalogue of Life.